# Château de Diósgyőr
Le château de Diósgyőr (en hongrois : diósgyőri vár) est un château médiéval situé dans la ville de Miskolc, au nord de la Hongrie.

## Histoire
Le premier château a été construit au XIIe siècle, il s'agissait vraisemblablement d'une motte castrale, détruite lors le l'invasion mongole de Batu en 1241-42.
Le château actuellement existant a probablement été construit par Béla IV qui avait ordonné la construction d'un château sur chaque colline après le départ des mongols.
Le château possédait originellement une structure ovale avec un donjon circulaire et des murs d'enceinte polygonaux. En 1316, il est mentionné comme nouveau château, ce qui accrédite la thèse qu'il ait été construit sur le site d'un plus ancien. D'après le registre des taxes payées en 1330, il semblerait que la ville qui l'entourait était une des plus prospères de la région.
Le château a connu son apogée sous le règne de Louis Ier de Hongrie. Il devait son importance au fait de se trouver près de la route qui menait vers la Pologne (la mère du roi, Élisabeth, était une princesse polonaise). Il a ainsi été modernisé. Entouré de nombreux murs, le château intérieur avait une cour rectangulaire, quatre tours, une à chaque coin.
Au rez-de-chaussée se trouvaient les réserves et au deuxième étage les chambres et le Hall des Chevaliers, qui faisait 25 mètres de long et 13 mètres de large. La modernisation du château a été terminée sous le règne de la fille de Louis, Marie Ire de Hongrie. Le château a été entouré de douves de 4 mètres de profondeur.
En 1364, la ville voisine de Miskolc a été annexée au domaine de Diósgyőr. En 1381 le traité de paix de Turin a été signé au château. Dans la tour du nord-est du château se trouve une exposition de personnages en cire montrant les personnages du Roi Louis et du représentant Vénitien.

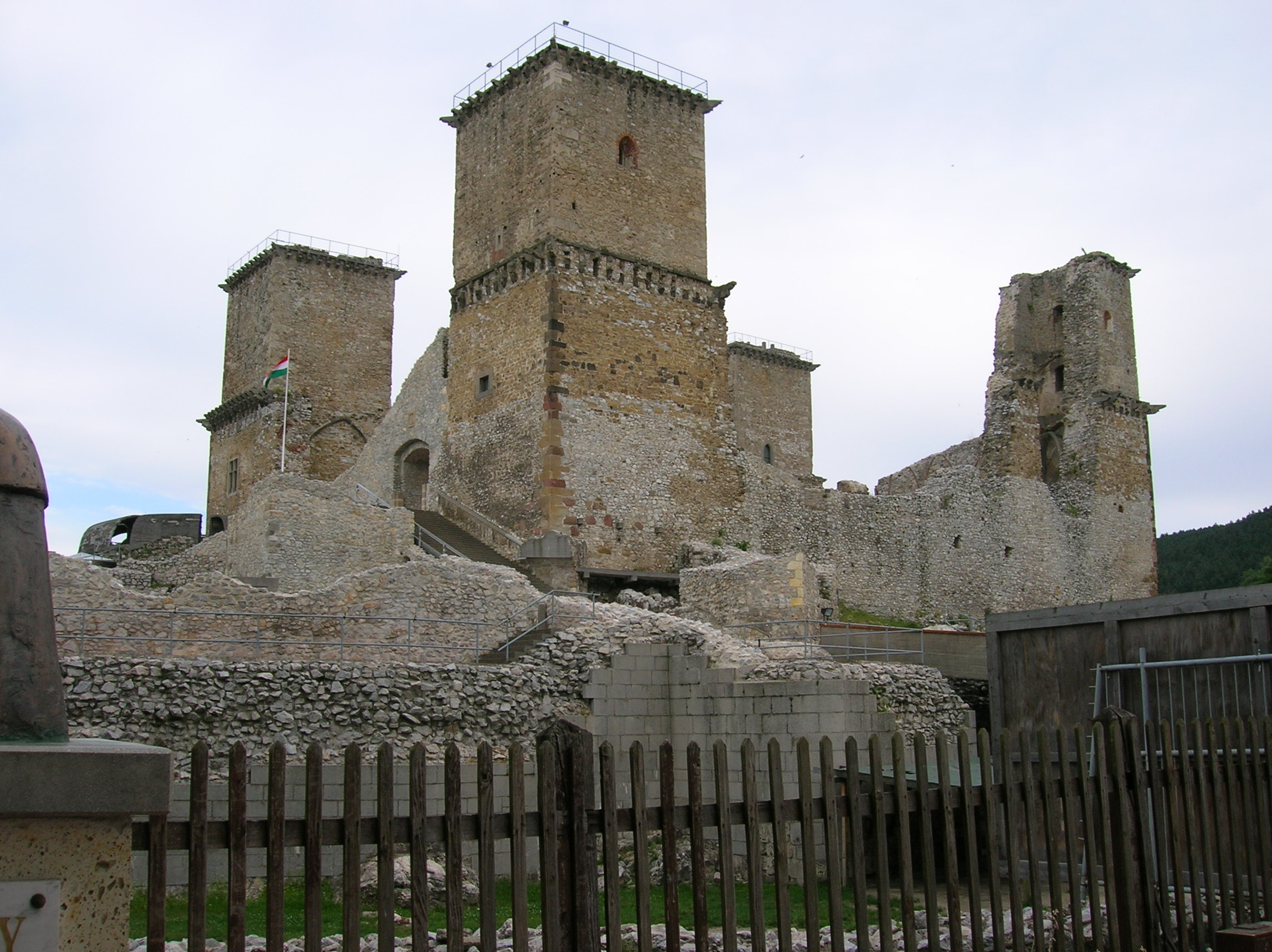
Avant la restauration de 2014.

Le château perdit de sa grandeur quand les deux pays furent à nouveau séparés (Le Roi Louis ayant partagé le royaume entre ses deux filles Marie et Hedwige). Le château devient alors une résidence d'été pendant plusieurs siècles. La dernière reine à le posséder est Marie de Hongrie, épouse de Louis II.
Quand l'armée ottomane commença à occuper le sud de la Hongrie, le château a été fortifié. Ses propriétaires, la famille Balassa, le transformèrent en forteresse. Ce furent les dernières améliorations apportées au château, après 1564, il se dégrada progressivement.
En 1596, les Ottomans occupèrent le château d'Eger et battirent l'armée chrétienne à la bataille de Keresztes puis s'emparèrent du château qui n'était pas initialement conçu pour résister à un siège. À partir de cette époque, la région fut dirigée par le pacha d'Eger jusque 1687, date du départ des turcs. Depuis, le château a perdu toute importance militaire.

## Caractéristiques

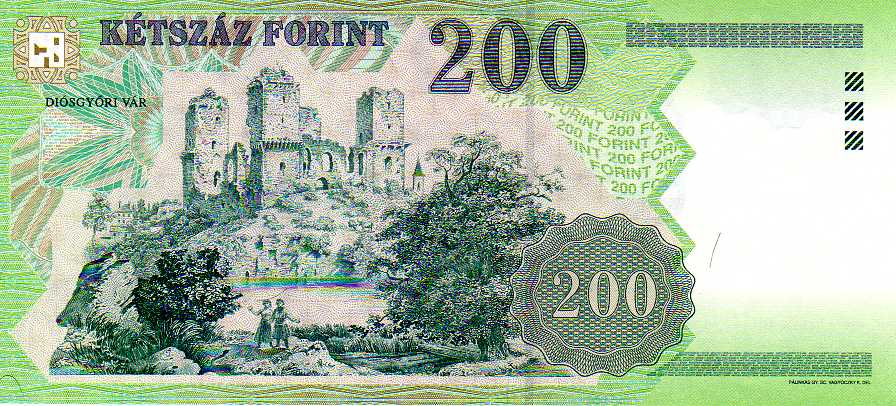
Le château sur les billets de 200 forints

La restauration a commencé en 1953. Dans la tour nord, là où se trouvaient les appartements du roi, se trouve un musée du château avec un musée de cire et une exposition d'armes. La tour nord-ouest offre une belle vue sur la ville, la tour sud-est ne se visite pas, la tour sud-ouest est en ruines.
Des reconstitutions historiques se déroulent deux fois chaque année en mai et en août avec des scènes de vie médiévale à la cour du roi Louis, des tournois et d'autres événements de l'Histoire hongroise. Il s'y déroule également un festival de musique et un marché se tient au pied des remparts.

### Traduction
- (en) Cet article est partiellement ou en totalité issu de l’article de Wikipédia en anglais intitulé « Castle of Diósgyőr » (voir la liste des auteurs).